# Maira wollastoni
Maira wollastoni là một loài ruồi trong họ Asilidae. Maira wollastoni được Austen miêu tả năm 1915. Loài này phân bố ở miền Australasia.